# Kemps
Kemps é um jogo de cartas também conhecido como Games, Kent, Sinais, Cash, Camps, Kem's, Dero, Cape, Keips ,Queime-se, Keims, Queipse ou Keipson.[carece de fontes?]
O Kemps pode ser jogado por 4 a 12 jogadores - formando de 2 a 6 duplas - utilizando um baralho normal de 52 cartas. O jogo decorre entre equipes de dois jogadores.

## Objetivo
O objetivo do Kemps é que um jogador receba todos os quatro naipes de cartas do mesmo valor e comunicar o evento ao seu parceiro de equipe sem que as restantes das equipes o detectem. O parceiro deve gritar o nome do jogo para marcar. Antes do jogo, os parceiros conferem para escolher o sinal secreto não-verbal que indicará um ao outro que eles têm quatro de um tipo.

## Como Jogar
Kemps é jogado com o baralho completo (excetuando-se os dois coringas/jokers) e é jogado em duplas, no qual os jogadores da dupla ficam de frente.
Inicialmente, embaralham-se as cartas e cada jogador recebe 4 cartas. Outras 4 cartas são colocadas com face voltada para cima (ou seja, com seus valores visíveis) na mesa. Depois que todos os jogadores olharem suas cartas e as cartas da mesa, os jogadores são autorizados a começar a trocar cartas com a mesa.
Trocas com a mesa - para trocar uma carta com a mesa, primeiramente o jogador deverá descartar uma carta de sua mão, pegando em seguida a carta da mesa desejada (é permitido pegar cartas descartadas por outros jogadores que estejam na mesa, assim como é permitido pegar de volta cartas que você mesmo descartou). Não é permitido cortar 2 cartas iguais.
Em kemps não há turnos de jogadas (como acontece no truco, por exemplo), depois que se autoriza a troca de cartas, todos os jogadores podem trocar cartas quando quiserem. Como todos podem trocar cartas ao mesmo tempo, ocorrem eventuais disputas entre jogadores por uma mesma carta. Tais disputas devem ser resolvidas pelos próprios jogadores (por base de força, acordo, rapidez pra pegar a carta, etc). Quando sobram na mesa apenas cartas que nenhum jogador quer, as 4 cartas da mesa são descartadas e coloca-se outras 4 cartas do baralho no lugar. Esse processo continua ocorrendo até acabar a partida ou o baralho.
A partida de Kemps pode ser de 3 (a dupla que fizer 3 pontos primeiro, ganha) ou de 5 pontos.

### Sinal
O objetivo no Kemps é conseguir juntar 4 cartas de mesmo valor em sua mão. Uma vez feito isso, o jogador que completou as 4 cartas deve fazer um sinal para sua dupla (para que ela perceba que ele possui 4 cartas iguais), que deve gritar "KEMPS". O sinal é combinado por cada dupla antes do jogo (e uma dupla não deve saber o sinal do outro). Cada vez que um jogador grita "KEMPS", e o parceiro têm os quatro naipes, sua dupla ganha 1 ponto. Se o parceiro também tiver os quatro naipes, deve gritar "KEMPS DUPLO".
Sempre que um jogador gritar "KEMPS", será verificada a mão da sua dupla, e não a própria.
Quando algum jogador gritar "KEMPS", a partida termina automaticamente. Se sua dupla tiver 4 cartas de mesmo valor, eles ganham 1 ponto. Se o jogador se enganar (gritar "KEMPS" sem sua dupla ter 4 cartas de mesmo valor), a dupla adversária ganha 1 ponto. O mesmo para caso o jogador grite "KEMPS" tentando anunciar a própria mão.
É consenso nas partidas que o sinal da dupla não pode ser por debaixo da mesa (EX: chutar a perna da sua dupla por debaixo da mesa). Os sinais podem ser físicos ou verbais (ou seja, valem frases como sinais, desde que no meio da frase não haja a palavra "KEMPS", pois, como visto acima, ao falar o nome do jogo, a partida termina automaticamente).
É permitido às duplas, ao fim da rodada, trocar seus sinais (caso queiram trocar). A troca de sinais sem que outra dupla perceba é legal.

### Corta
Caso um jogador perceba o sinal elaborado pela outra dupla, ele pode gritar "CORTA". Quando um jogador grita "CORTA", a partida termina automaticamente.

O jogador que gritou acusa a dupla que ele acredita ter formado as quatro cartas (no caso de três ou mais duplas), e é verificada a mão da dupla adversária. Se a mão de algum dos dois estiver com 4 cartas de valor igual, o a dupla do acusador ganha 1 ponto. Caso nenhum dos dois jogadores da dupla adversaria tiverem 4 cartas de valor igual, essa dupla adversária ganha 1 ponto.